# Christchurch
Christchurch, in māori Ōtautahi, è la più grande città dell'Isola del Sud, in Nuova Zelanda. Terza città del Paese, contava 367 800 abitanti nel 2015.

## Geografia fisica
Christchurch si trova sulla costa orientale dell'Isola del Sud immediatamente a nord della penisola Banks.

### Clima
| Christchurch        | Mesi | Mesi | Mesi | Mesi | Mesi | Mesi | Mesi | Mesi | Mesi | Mesi | Mesi | Mesi | Stagioni | Stagioni | Stagioni | Stagioni | Anno |
| Christchurch        | Gen  | Feb  | Mar  | Apr  | Mag  | Giu  | Lug  | Ago  | Set  | Ott  | Nov  | Dic  | Est      | Aut      | Inv      | Pri      | Anno |
| ------------------- | ---- | ---- | ---- | ---- | ---- | ---- | ---- | ---- | ---- | ---- | ---- | ---- | -------- | -------- | -------- | -------- | ---- |
| T. max. media (°C)  | 22,1 | 21,8 | 19,9 | 17,2 | 14,2 | 11,4 | 10,8 | 12,1 | 14,5 | 16,9 | 18,9 | 20,8 | 21,6     | 17,1     | 11,4     | 16,8     | 16,7 |
| T. min. media (°C)  | 12   | 11,9 | 10,5 | 7,7  | 4,8  | 2,2  | 1,8  | 3,1  | 5,1  | 7,1  | 8,9  | 10,8 | 11,6     | 7,7      | 2,4      | 7,0      | 7,2  |
| Precipitazioni (mm) | 43   | 39   | 53   | 56   | 66   | 52   | 68   | 57   | 37   | 44   | 45   | 44   | 126      | 175      | 177      | 126      | 604  |

## Storia
Fondata all'incirca nel 1850, quando un giovane tory inglese, John Robert Godley, cercò di concretizzare la sua visione di una società nella quale gli organi ecclesiastici e quelli legati alla nobiltà convivessero in armonia. Diede vita alla "Canterbury Association", formata da 2 arcivescovi, 7 vescovi, 14 lord, 4 baronetti, 16 membri del parlamento con il fine di raccogliere denaro per quello che sarebbe dovuto divenire un nuovo angolo di Inghilterra.
Era tuttavia necessario che i coloni rispondessero alle caratteristiche che si richiedevano per la formazione di questa nuova cittadina: ogni immigrato doveva portare un certificato firmato dal parroco del suo paese che affermasse l'onestà, la laboriosità e la sobrietà del richiedente. Ma non era facile riuscire a rendere possibile la costruzione della cittadina con una simile richiesta, e il progetto ben presto andò in fumo.
Nella notte tra il 3 ed il 4 settembre del 2010, una scossa di magnitudo 7,1 ha causato numerosi danni materiali alla città, costringendo il sindaco a dichiarare lo stato di emergenza.
Una nuova scossa di magnitudo 6,3 si è verificata il 22 febbraio 2011. A causa della scarsa profondità dell'ipocentro (4 km) la scossa si è rivelata particolarmente distruttiva e ha provocato 181 vittime e migliaia di sfollati. Ingenti i danni alle case a agli edifici pubblici; particolarmente danneggiata risulta la antica cattedrale.
Il 13 giugno 2011 si sono verificate due nuove forti scosse (rispettivamente di magnitudo 5,7 e 6,3) a circa 80 minuti di distanza. Tali scosse hanno provocato una vittima e decine di feriti. Nuovi danni agli edifici sono stati riscontrati in particolare nel centro storico.
Il 15 marzo 2019 vengono uccise 50 persone e oltre 40 ferite nell'attacco a due moschee cittadine, attacco condotto da un 28enne australiano, vicino all'ideologia del movimento suprematista bianco (potere bianco; teoria del genocidio bianco e del Great Replacement, cioè la "grande sostituzione").

## Monumenti e luoghi d'interesse
La volontà dei primi coloni di riprodurre l'Inghilterra vittoriana agli antipodi se non nella società, si riprodusse nell'edilizia sacra e civile. Ricordiamo: la cattedrale nel centro della città, l'Hagley Park, la St. Barnabas Church, la biblioteca cittadina, il Christchurch Arts Centre, a suo tempo sede della Università di Canterbury, il Canterbury Museum, dove sono interessanti le cartine dell'Antartide, testimonianza del rapporto della Nuova Zelanda col continente ghiacciato.
Inoltre sarebbe opportuno visitare la McDougall Gallery, pinacoteca con dipinti di pittori locali; il Christ's College, risalente al 1857, è una public school sul modello inglese; i Botanic Gardens.
Molto interessante anche l'antica Christchurch Normal School, gli edifici di stampo coloniale del Provincial Council e, infine, il vero e proprio orgoglio cittadino, la Sala civica, la quale seppur inaugurata nel 1972, è un esempio di moderna architettura neozelandese, che combina elementi inglesi con un'eleganza continentale.
Un altro edificio di sicuro interesse per i cultori dell'arte, è la Cattedrale del Santissimo Sacramento, cattolica, che venne lodata dal grande scrittore irlandese premio Nobel George Bernard Shaw, come una delle migliori costruzioni del paese. La cattedrale ha subito ingentissimi danni nel terremoto del 2011.

Non distante dal centro, nel sobborgo costiero di New Brighton, si trova l'omonimo molo, costruito per la prima volta nel 1894 e poi ricostruito nel 1997.
Non troppo distante dall'aeroporto di Christchurch si trova l'International Antarctic Centre dove si possono ammirare pinguini, filmati delle spedizioni Antartiche e partecipare ad una simulazione di tempesta Antartica in una stanza con vento freddo che raggiunge i -52 °C (-61,6 °F).

## Infrastrutture e trasporti
La città è servita dall'Aeroporto Internazionale di Christchurch.
Molto caratteristico è il servizio di tram che viene effettuato nel centro della città. I tram circolano su un percorso lungo 2,5 km partendo da Cathedral Square e proseguendo sino al Botanic Garden per poi chiudere l'anello tornando a Cathedral Square. 
Poco prima di giungere al capolinea il tram percorre un tratto in New Regent Street, zona con molti Cafes e bar all'aperto per poi raggiungere la Tram Station, piccola fermata incastonata fra i palazzi e protetta dalle intemperie da una vetrata.
In ultimo è attivo lungo il fiume Avon che attraversa il parco un servizio chiamato "punting" che, grazie a delle imbarcazioni a fondo piatto ed a un rematore con un lungo bastone simile al remo dei Gondolieri veneziani, trasporta i turisti lungo il fiume.

## Sport
Molto popolare è il rugby che vede nella franchigia territoriale dei Crusaders rappresentare la città e le province vicine nel campionato interconfederale Super Rugby, vinto dieci volte. Nel campionato locale, National Provincial Championship, gioca il Canterbury. Le due squadre giocano al Rugby League Park che ha ospitato alcune partite della Coppa del Mondo di rugby 2011. Prima del 2011 lo stadio principale della città era il Lancaster Park danneggiato dal terremoto che colpì Christchurch.
La squadra di calcio della città è il Canterbury Utd partecipa al massimo campionato nazionale e gioca all'English Park.

### Eventi sportivi
Christchurch è stata sede di due edizioni della Coppa del Mondo di rugby (1987 e 2011), le partite andarono in scena rispettivamente al Lancaster Park e al Rugby League Park.
La Coppa del Mondo di cricket 1992 e 2015 hanno avuto tra le sedi la città.

## Galleria d'immagini

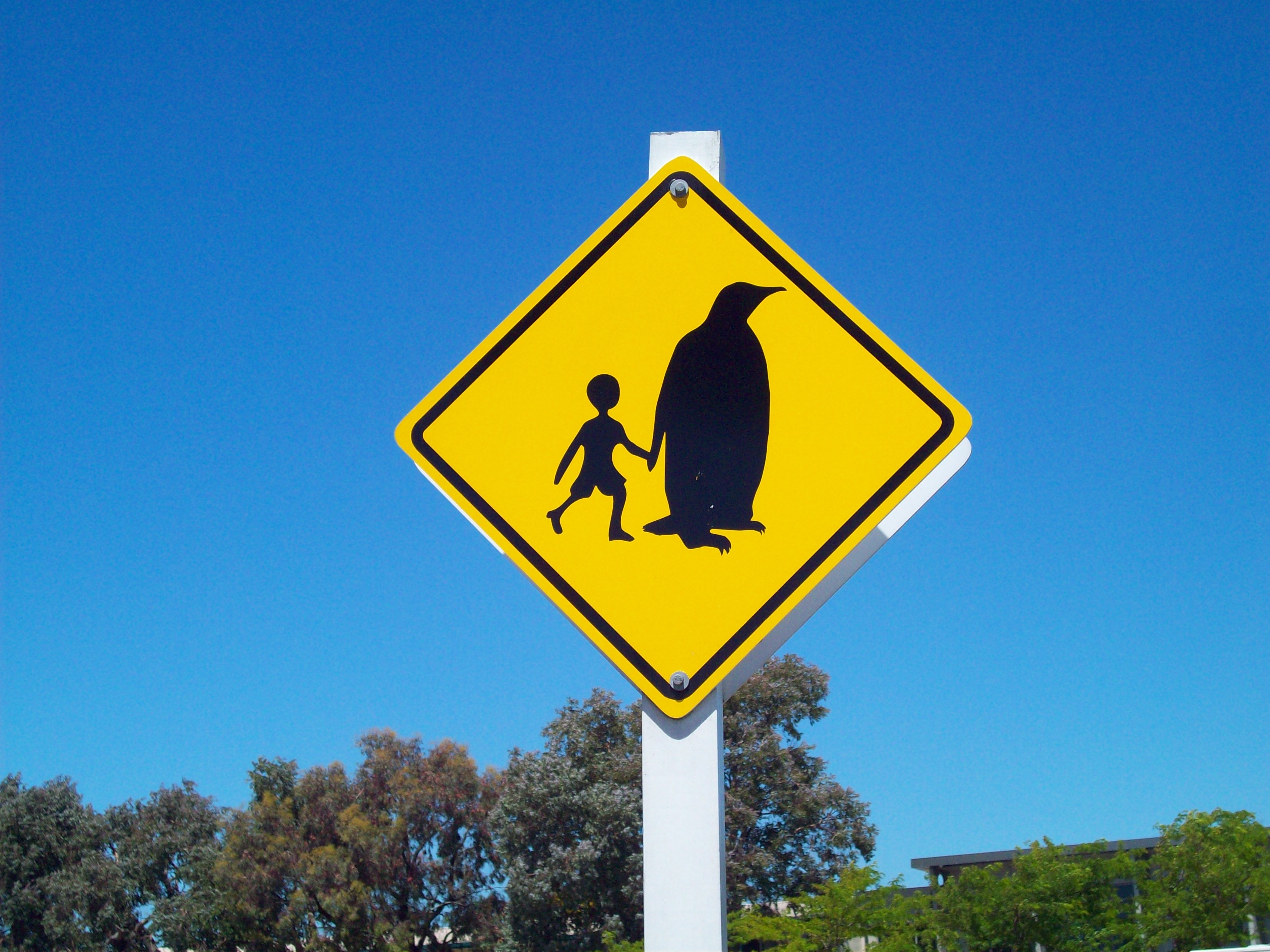
Segnale stradale dell'Antarctic Centre
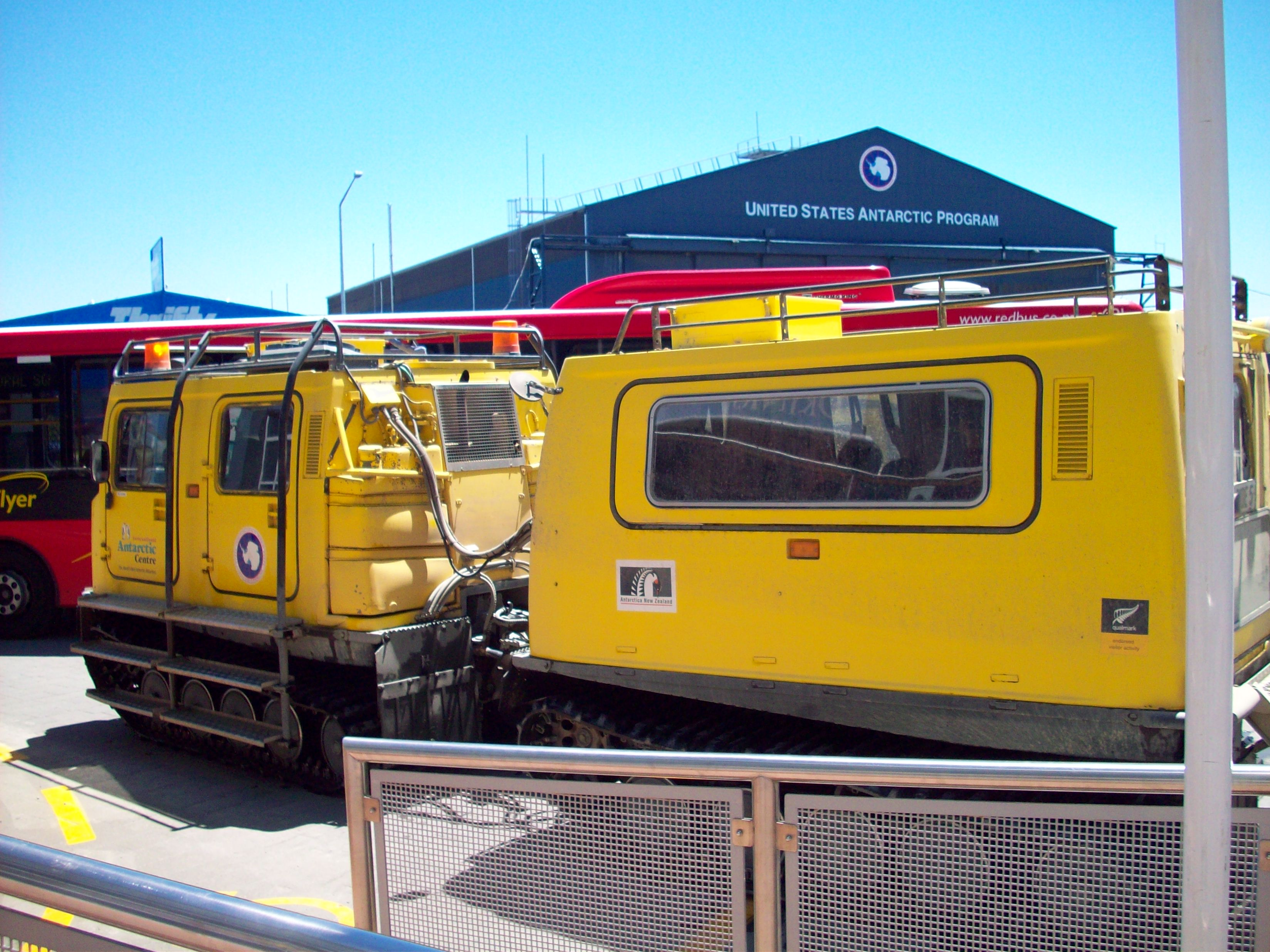
Gatto delle nevi
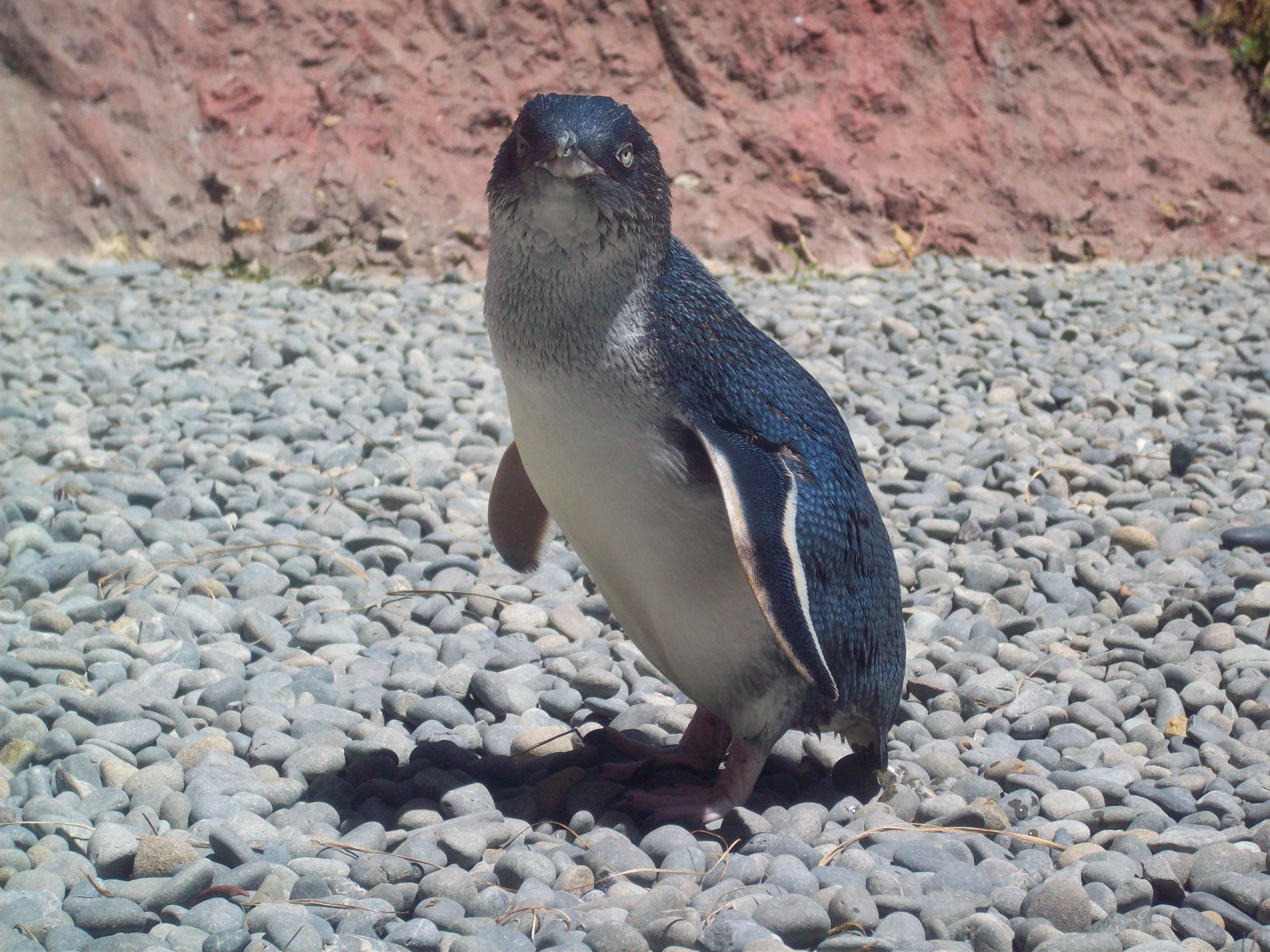
Pinguino
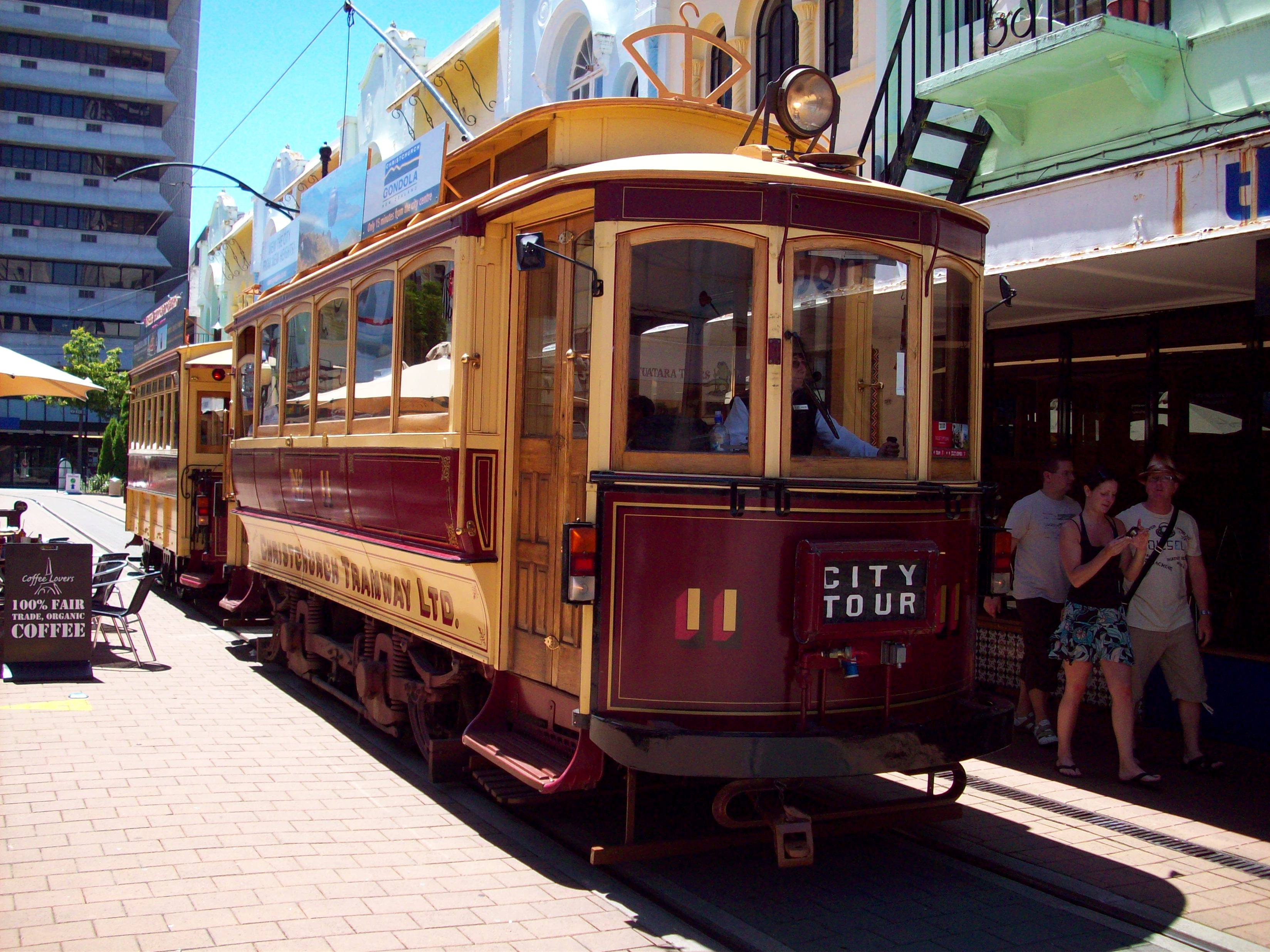
New Regent Street
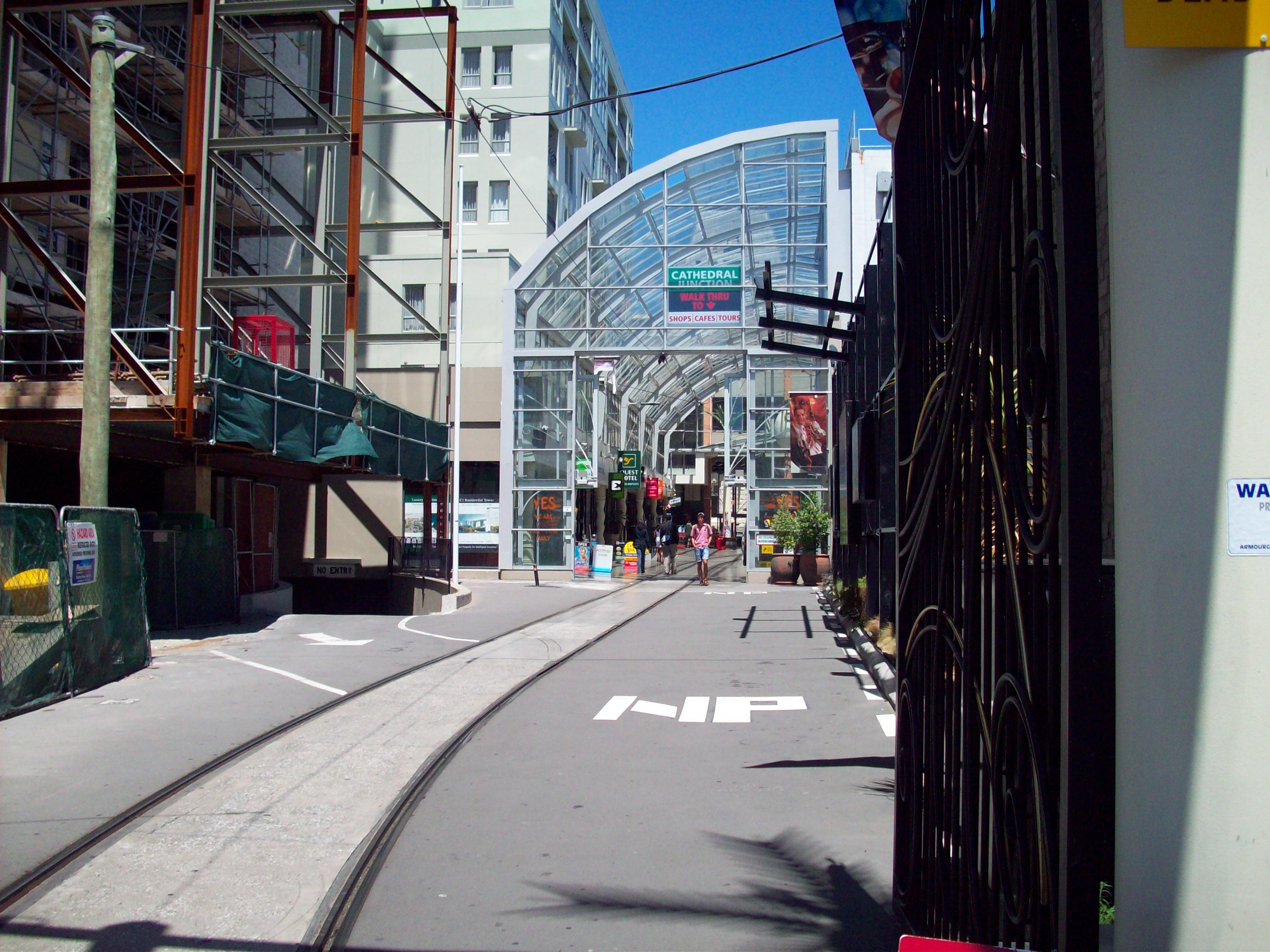
Tram Station
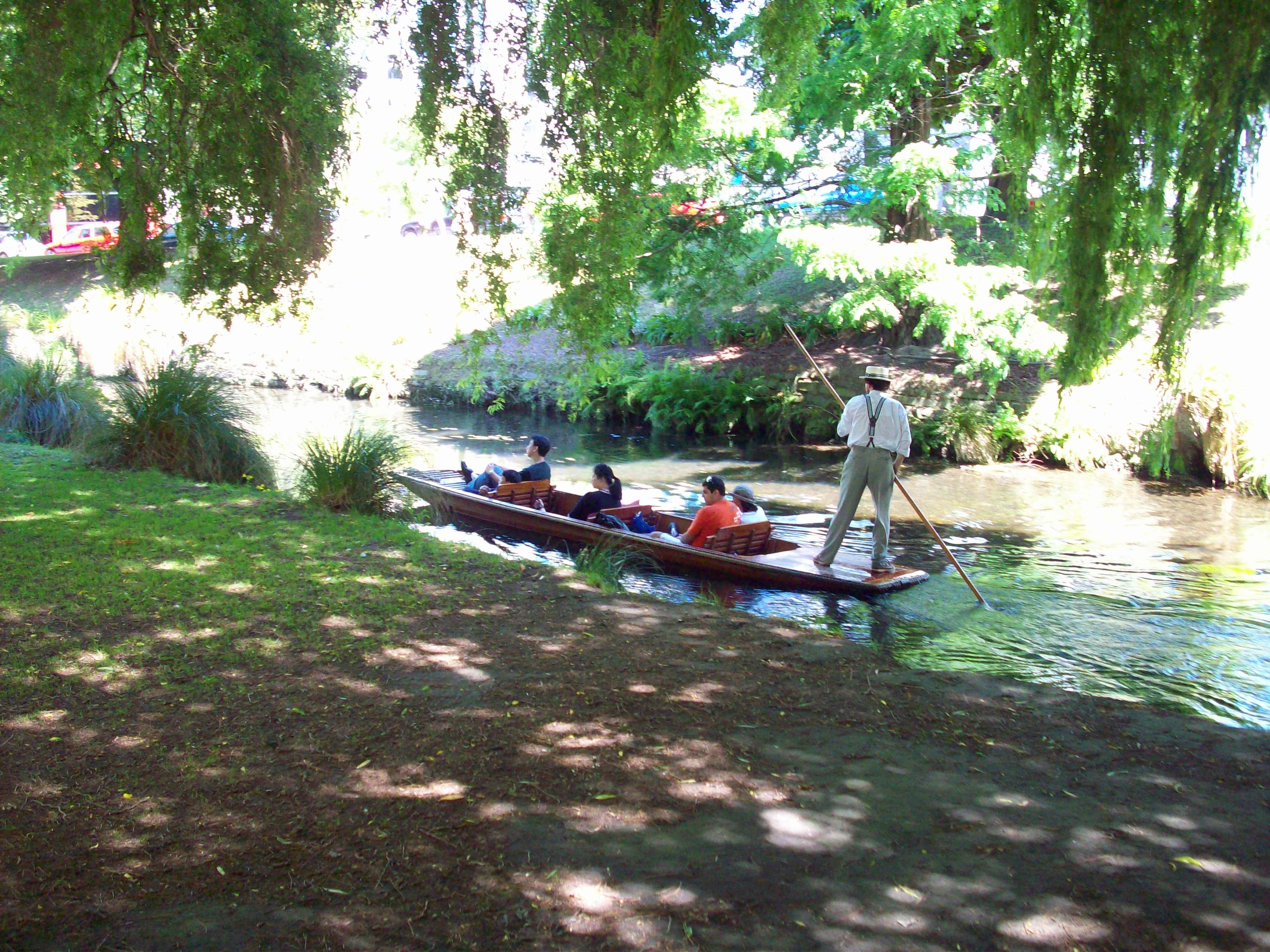
Punting sul fiume Avon
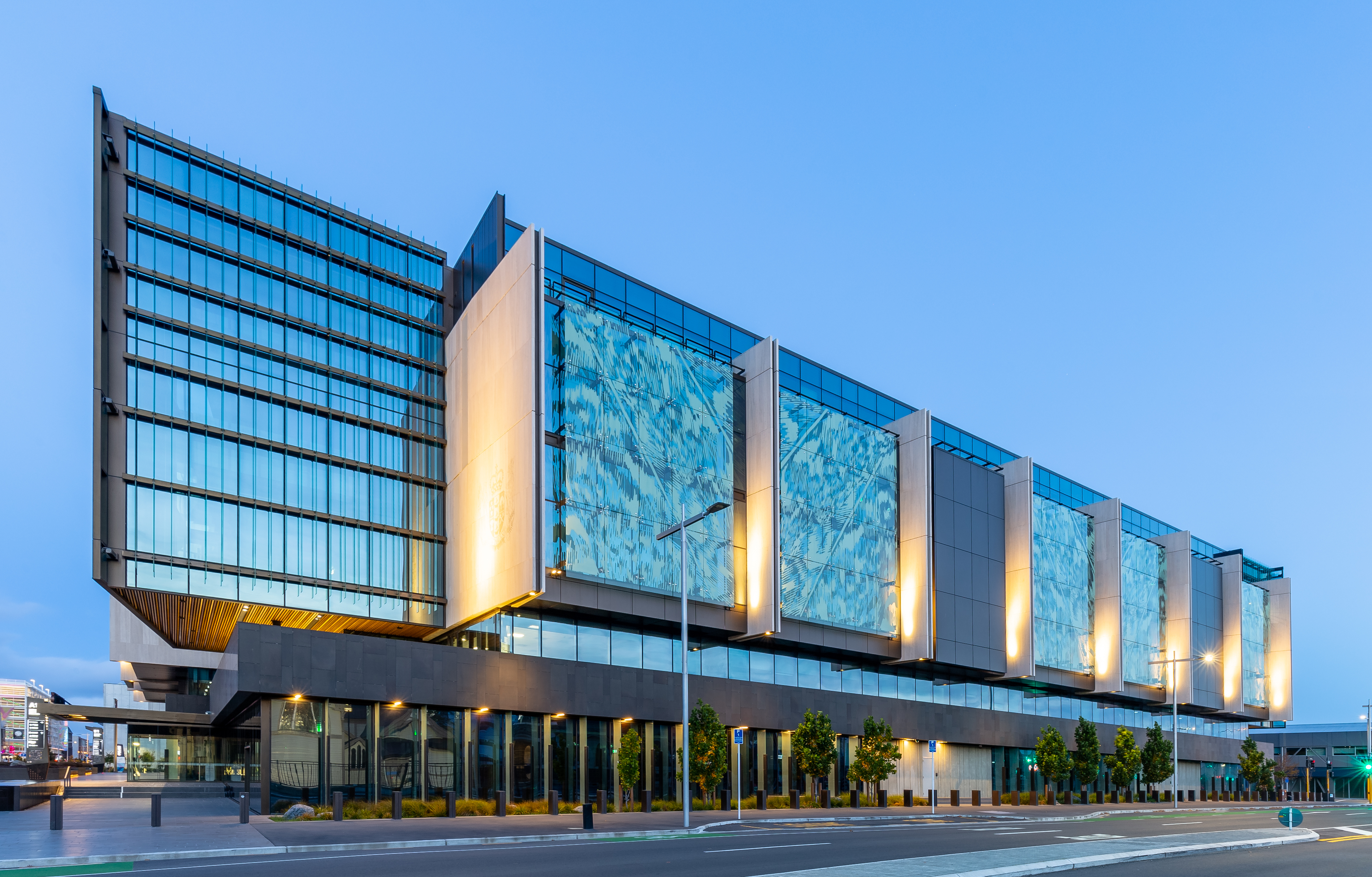
Tribunale